# Minuartia urumiensis
Minuartia urumiensis är en nejlikväxtart som först beskrevs av Joseph Friedrich Nicolaus Bornmüller, och fick sitt nu gällande namn av Joseph Friedrich Nicolaus Bornmüller. Minuartia urumiensis ingår i släktet nörlar, och familjen nejlikväxter. Inga underarter finns listade i Catalogue of Life.